# تجارة التجزئة
تجارة التجزئة أو البيع القطاعي (بالإنجليزية: Retail Sector) يشتمل على بيع السلع أو البضائع من مكان محدد، مثل متجر، دكان أو كشك، أو عن طريق البريد، في مساحات صغيرة أو فردية للاستهلاك المباشر من جانب المشتري.
البيع القطاعي يمكن أن يشمل خدمات إضافية مثل التسليم. الموردون قد يكونون من الأفراد أو من الشركات.
في التجارة، تاجر التجزئة أو البيع القطاعي يشتري البضائع أو المنتجات بكميات كبيرة من المنتجين أو المستوردين، إما مباشرة أو عن طريق تاجر الجملة، ومن ثم يبيع كميات قليلة إلى المستخدم النهائي. مؤسسات البيع بالتجزئة غالبا ما تسمى المحلات أو المتاجر. تجار التجزئة يكونون في نهاية سلسلة التوريد. المسوقون المصنعون يرون عملية التجزئة كجزء ضروري من الاستراتيجيات الشاملة للتوزيع. مصطلح «التجزئة» ينطبق على خدمات احتياجات عدد كبير من الأفراد، مثل المرافق العامة و الطاقة الكهربائية.
التسوق عموما يشير إلى فعل شراء المنتجات. وأحيانا يتم ذلك عبر الحصول على الضروريات مثل الغذاء والملبس، وأحيانا كنشاط ترفيهي. التسوق الترفيهي غالبا ما ينطوي على نافذة للتسوق (للبحث فقط وليس الشراء) و غالباً لا يؤدي إلى الشراء.
تمتلك أسواق ومحلات البيع بالتجزئة تاريخًا موغِلًا في القِدم، يعود إلى العصور القديمة. كان بعض أوائل تجار التجزئة باعةً متجولين. تحولت محلات البيع بالتجزئة عبر القرون من كونها مجرد «أكشاكٍ بدائية» إلى الأسواق التجارية المتقدمة أو «المولات» في الحقبة المعاصرة.
يتخذ معظم تجار التجزئة المعاصرون قراراتٍ متنوعة على المستوى الاستراتيجي أو التخطيطي تتضمن كلًا من نوع المتجر والسوق المستهدف والتنوعية المثلى للمنتجات وخدمة العملاء والخدمات المساعدة أو الإضافية والتموضع الكلي للمتجر ضمن السوق. وبمجرد وضع الخطة الاستراتيجية للبيع بالتجزئة أو البيع القطاعي يستنبط تجار التجزئة المزيج التسويقي الذي يتضمن المنتج والسعر ومكان البيع والترويج والموارد البشرية وطريقة العرض أو تقديم المنتج. يسعى المزيد من تجار التجزئة إلى الوصول إلى أسواق أوسع في العصر الرقمي من خلال البيع عبر قنوات متعددة تشمل كلًا من المتاجر الملموسة (الموجودة كمحال على أرض الواقع) والبيع بالتجزئة عبر الإنترنت. تغير التكنولوجيا الرقمية أيضًا طريقة دفع المستهلكين لقاء الخدمات والبضائع. قد تتضمن الخدمات الإضافية أو الداعمة المُباعة بالتجزئة أيضًا تقديم الحسابات الائتمانية وخدمات التوصيل والخدمات الاستشارية وطيف واسع من الخدمات الداعمة الأُخرى.
تُقام متاجر القطاعي أو متاجر التجزئة بأشكال متعددة وضمن سياقات عديدة مختلفة، من مراكز التسوق المفتوحة في الشوارع السكنية إلى المولات أو الأسواق المغلقة الضخمة. قد تقتصر حركة السير في شوارع التسوق على المشاة وحدهم. تمتلك شوارع التسوق أحيانًا سقوفًا جزئية أو كاملة لخلق بيئة تسوق مريحة حاميةً الزبائن من أنواع عديدة من حالات الطقس كالارتفاع المفرط في درجات الحرارة والرطوبة والرياح القوية. تتضمن أشكال البيع بالتجزئة بدون المحال التجارية كلًا من التجارة عبر الإنترنت وهي شكل من أشكال التجارة الإلكترونية يُستخدم لإجراء الصفقات بين الشركة والمستهلك «بي تو سي»، والطلب عبر البريد.

## المساعدة ودورها في البيع
في عام 2014، أوضحت مجلة تايم تريد في دراسة أعدتها، أن 90% من المتسوقين على سبيل المثال، يغادرون المحل فارغي الأيدي إذا لم يجدوا من يساعدهم، في حين أن 86% من نفس هولاء الأشخاص المتسوقين سوف يشترون أكثر مما كانوا يخططون لو تلقوا تلك المساعدة و90% منهم سوف يعودون إلى نفس المحل مرة أخرى. أي أن محلات التجزئة التي تقدم المساعدة بفعالية وكفاءة أثناء عملية الشراء تزيد مبيعاتها وتكسب ولاء زبائنها.[بحاجة لمصدر]

## التعريف والشرح
يشير مصطلح البيع بالتجزئة عادةً إلى نشاط بيع البضائع أو الخدمات مباشرةً إلى المستهلكين أو المستخدمين النهائيين. قد يبيع بعض تجار التجزئة إلى زبائن من التجار وتسمى هذه الصفقات نشاطاتٍ غير قطاعية أو خارجة عن مفهوم البيع بالتجزئة. تفرض التعاريف القانونية للبيع بالتجزئة في بعض المناطق مقدار 80% من المبيعات كحد أدنى يجب أن يذهب إلى المستخدمين النهائيين.
يجري نشاط البيع بالتجزئة غالبًا في محلات البيع بالتجزئة أو المنشآت الخدمية، لكن أن يكون عبر البيع المباشر مثل الذي يحدث في مكائن البيع الذاتي أو البيع إلى المنازل (باب إلى باب) أو البيع بطرق إلكترونية. ومع أن مصطلح البيع بالتجزئة يرتبط عادةً ببيع المنتجات فإن المصطلح يشمل مقدمي الخدمات للمستهلكين. يشمل مقدمو الخدمات بالتجزئة مصارفَ التجزئة بالإضافة إلى قطاعات السياحة والتأمين والصحة (بقطاعها الخاص) والتعليم الخاص وشركات الحماية أو الأمان الخاصة وشركات الخدمات القانونية والناشرين ووسائل النقل العام وغير ذلك. على سبيل المثال، يمكن لشركة خدمات سياحية أن تحتوي قسم بيع بالتجزئة لحجز الرحلات وأماكن الإقامة للمستهلكين، بالإضافة إلى قسم بيع بالجملة يشتري كميات من حجوزات السفر والإقامة والضيافة والزيارات السياحية لتُنظم لاحقًا كصفقات مجملة تحت مسمى رحلات للعطل وتُباع إلى وكلاء السفر الذين يقومون ببيعها بدورهم بالتجزئة.
يسمي بعض تجار التجزئة محلاتهم «محلات بيع بالجملة» توفر «أسعار بيع بالجملة». وفي حين تشجع هذه الممارسة الزبائن على تخيل أنهم يحصلون بهذا على أسعار أقل مقابل تحملهم متاعب الدخول إلى متاجر مزدحمة، فبناءً على التعريف القانوني الصرف، يُعرف المتجر الذي يبيع معظم بضائعه بشكل مباشر إلى المستهلكين على أنه محل بيع بالتجزئة وليس بالجملة. تضع القطاعات القانونية المختلفة مقاييس محددة لنسبة البيع المباشر إلى المستهلك تحدد تعريف أماكن البيع بالتجزئة.

## تاريخ البيع بالتجزئة
وُجدت أسواق البيع بالتجزئة منذ قديم الزمان. تعود الأدلة التي وجدها علم الآثار عن التجارة التي تتضمن غالبًا أنظمة المقايضة، إلى أكثر من 10000 سنة. استُبدل نظام المقايضة مع نمو وتقدم الحضارات بنظام التجارة بالتجزئة المتضمن للعملات النقدية. يُعتقد بأن البيع والشراء ظهرا بدايةً في آسيا الصغرى (تركيا حاليًا) في حوالي الألفية السابعة ق.م. يشير غاريبور إلى وجود أدلة على محلات ومراكز تجارية بدائية في تلال سيَلك في كاشان (6000 ق.م.) وجاتال هويوك في تركيا حاليًا (7500 – 5700 ق.م.) وأريحا (2600 ق.م.) وشوشان أو ساسان أو سوسة الفارسية (4000 ق.م.). عُرفت الأسواق العامة المفتوحة للهواء الطلق في بابل القديمة وآشور وبلاد الفينيق ومصر القديمة. وغالبًا ما شغلت تلك الأسواق أماكنَ في مركز المدينة. يحيط بهذه الأسواق حرفيون وفنانون مهرة كالنحاسين والدباغين يشغلون أماكن دائمة في الأزقة المؤدية إلى مكان السوق المفتوح. هؤلاء الحرفيون كانوا يبيعون الأدوات مباشرةً من أماكن عملهم في بعض الأحيان لكنهم كانوا يحضرون بضائعَ أيضًا ليبيعوها في أيام التسوق. كانت أسواق الإغريق (في اليونان القديمة) تعمل ضمن الآغورا، وهي مساحة مفتوحة تُعرض فيها البضائع في أيام التسوق على بُسُط أو أكشاك مؤقتة. في روما القديمة كانت تتم التجارة في المنتدى الروماني (أو الفوريوم). كان في روما منتديان: فوريوم رومانوم أو منتدى الرومان، وفوريوم تراجان أو منتدى الإمبراطور تراجان. وقد كان الأخير عبارة عن مساحةً ضخمة، تتوضع فيها المحلات في العديد من الأبنية على أربع مستويات. قد يُعد المنتدى الروماني أقدم مثال على واجهات المتاجر الدائمة للبيع بالتجزئة. في العصور القديمة، تضمن التبادل التجاري أو البيع المباشر عبر التجار أو الباعة المتجولين وكانت أنظمة المقايضة شائعة.
أبحر الفينيقيون -المعروفون بسبقهم في المجال البحري- بسفنهم عبر البحر المتوسط؛ ليصبحوا قوة تجارية عظمى بحلول القرن التاسع قبل الميلاد. استورد الفينيقيون وصدروا الخشب والنسيج والزجاج ومنتجات كالنبيذ والزيوت والفواكه المجففة والمكسرات. خلقت مهاراتهم التجارية الحاجة إلى شبكة مستعمرات على مدى سواحل البحر المتوسط تمتد من جزيرة كريت إلى سردينيا مرورًا بطنجة. لم يكتفِ الفينيقيون بنقل البضائع المادية، بل نقلوا معهم ثقافتهم. احتاجت شبكات الفينيقيين التجارية الكثيفة إلى مقدارٍ معتد به من المحاسبة والمراسلة. طوّر الفينيقيّون حوالي عام 1500 ق.م. أبجديةً تعتمد على الحروف الصامتة (أبجد) وهذا أسهل بكثير من تعلّم طرق الكتابة المعقدة المستخدَمة في مصر القديمة وبابل آنذاك. كان التجار والباعة الفينيقيون مسؤولين بشكل كبير عن نشر أبجديتهم في المنطقة. وُجدت كتابات فينيقية في مواقع آثار ضمن عددٍ من المستعمرات والمدن التي كانت في مرحلة ما تابعةً للفينيقيين حول البحر المتوسط، كمدينة بيبلوس (في لبنان الحاليّ) وقرطاجة في شمال أفريقيا.
خدم السوق في العالم الإغريقي-الروماني الفلاحين المحليين بشكل رئيسي. كان المنتجون المحليون، الفقراء في أغلب الأحيان، يبيعون الفائض القليل من نشاطهم الزراعي الفردي ليشتروا معدات زراعية بسيطة وبضعة كماليات لمنازلهم المتواضعة. كان للمنتجين المهمين ككبار الإقطاعيين ما يكفي ليجذبوا التجار ليتهافتوا مباشرةً إلى بوابات مزارعهم دون الحاجة إلى ذهاب أحدهم إلى الأسواق المحلية. أدار أصحاب الأراضي الأثرياء جدًّا عملية التوزيع الخاصة بهم، والتي قد تشمل الاستيراد والتصدير. طبيعة أسواق الصادرات في العصور القديمة موثّقة بشكل جيد في المصادر القديمة والدراسات الأثرية. فضل الرومان شراء البضائع من أماكن محددة: المحار من لندينيوم والقرفة من جبلٍ معيّن في البلاد العربية، وقد حفزت هذه التفضيلات على أساس المكان التجارة عبر أوروبّا والشرق الأوسط. وكانت الأسواق أيضًا مركزًا للحياة الاجتماعية.
دُرس صعود البيع بالتجزئة والأسواق في إنجلترا وأوروبّا بتعمق، أمّا فيما يتعلق بالتطورات في الأماكن الأخرى فليس معروفًا إلا القليل عنها. مع ذلك، تشير أبحاث جديدة إلى أن الصين شهدت تاريخًا زاخرًا بأنظمة قديمة للبيع بالتجزئة. استُخدم التغليف ووضع العلامات منذ العام 200 ق.م. للدلالة على العائلة وأسماء الأماكن وجودة المنتجات، وقد استُخدمت العلامات المفروضة من الحكومة على المنتجات بين القرنين السابع والعاشر للميلاد. يقول إيكهارت وبينغتسون أنّ المجتمع الصيني طور ثقافة استهلاكية في حقبة عائلة سونغ (960-1127)، حيث كان الاستهلاك المرتفع أمرًا متاحًا للعامة ولا يقتصر على النخبة فحسب. أدى انتشار ثقافة الاستهلاك إلى الاستثمار التجاري في مفاهيم مثل صورة الشركة المعتنى بها والعلامات التجارية الرمزية وصنع اللافتات لمحال البيع بالتجزئة وحماية الملكية ومفاهيم متطورة عن الهوية التجارية.

### البيع بالتجزئة في الحقبة المعاصرة
تُعرّف الحقبة المعاصرة للبيع بالتجزئة على أنها الفترة التي تمتد من الثورة الصناعية إلى القرن الواحد والعشرين. ظهرت المتاجر التنويعية في المدن الكبرى (هي متاجر كبيرة للبيع بالتجزئة مقسمة إلى عدة شُعَب مستقلة في كل منها نوع من السلع) في منتصف إلى أواخر القرن التاسع عشر، وأعادت تشكيل العادات التسوّقية بشكل كامل، وأعادت تعريف مفاهيم الخدمة والرفاهية. وقد ظهر مصطلح «المتاجر التنويعية» في أميركا. كانت تعرف هذه المتاجر ضمن إنجلترا في القرن التاسع عشر باسم المراكز التجارية «إمبّوريا» أو متاجر المستودعات. ظهرت أولى المتاجر التنويعية في لندن في شارعَي أوكسفورد وريجينت، حيث شكّلت جزءًا من منطقة تسوّق مميزة بحداثتها. حين حاول بائع الثياب اللندني ويليام ويتلي تحويل محلّه الخاص بالألبسة الجاهزة في منطقة بيزووتر إلى متجر تنويعي بإضافة أقسام لبيع اللحوم والخضار وقسم للشرقيات حوالي عام 1875 قوبل بممانعة واعتراضات شديدة من أصحاب المحلات الأخرى، الّذين امتعضوا تطفله على مناطقهم وسرقته لزبائنهم. لكن سرعان ما بدأت المتاجر التنويعية تُفتَتح في أرجاء الولايات المتحدة وبريطانيا وأوروبا منذ منتصف القرن التاسع عشر ومنها متجر هارود في لندن عام 1834، وكِندالز في مانشتر عام 1936، وسيلفريدجز في لندن 1909، وميسيز في نيويورك في 1858، وبلومينغديلز في 1861، وساكز في 1867، وجيه سي بّيني في 1902، ولو بون مارشيه في فرنسا 1852، وغالاريز لافاييت في فرنسا 1905. شملت ابتكارات القرن العشرين في مجال البيع بالتجزئة أيضًا سلاسل المتاجر والطلب عبر البريد والتسويق الهرمي (ويسمّى أيضًا التسويق متعدد المستويات أو التسويق الشبكي وظهر في العشرينيات) والتسويق من خلال تنظيم الحفلات (ظهر تقريبًا في الثلاثينيات) والتجارة الإلكترونية بالتجزئة (من الشركة إلى الزبون).
كانت الكثير من المتاجر التنويعية الأولى أكثر من مراكز تجارية للبيع بالتجزئة؛ بل كانت أماكن يمكن للمتبضعين فيها تقضية وقت مسلٍّ والتّرفيه عن أنفسهم. وفّرت بعض تلك المتاجر أماكن للقراءة ومعارض فنية وأقيمت فيها الحفلات الموسيقية. احتوت معظم المتاجر التنويعية على غرف لشرب الشاي وأماكن لتناول الطعام ووفرت أماكن عناية خاصة يمكن فيها للسيدات الاعتناء بأظافرهنّ. أصبحت عروض الأزياء، التي بدأت في أميركا حوالي عام 1907 ميزة مرغوبة وحدثًا مرتقبًا في الكثير من المتاجر التنويعية وكانت زيارات المشاهير أيضًا تُستخدم بشكل فعال. تضمّنت المناسبات الخاصة عرض أدوات وتحف ممّا وراء البحار، مقربةً بذلك بين المتبضعين والثقافات الغريبة عنهم من الشرق والشرق الأوسط.

## معرض صور

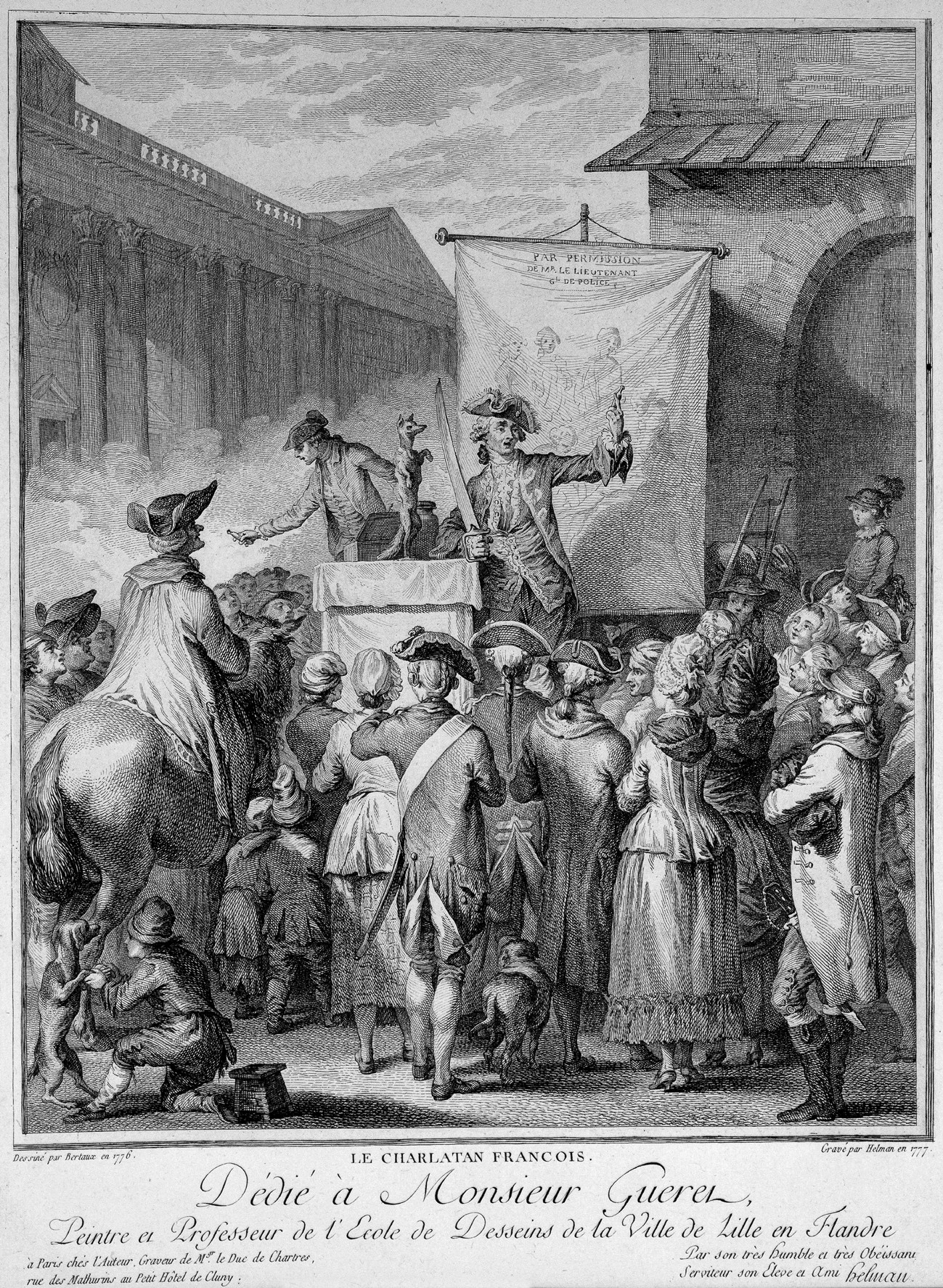
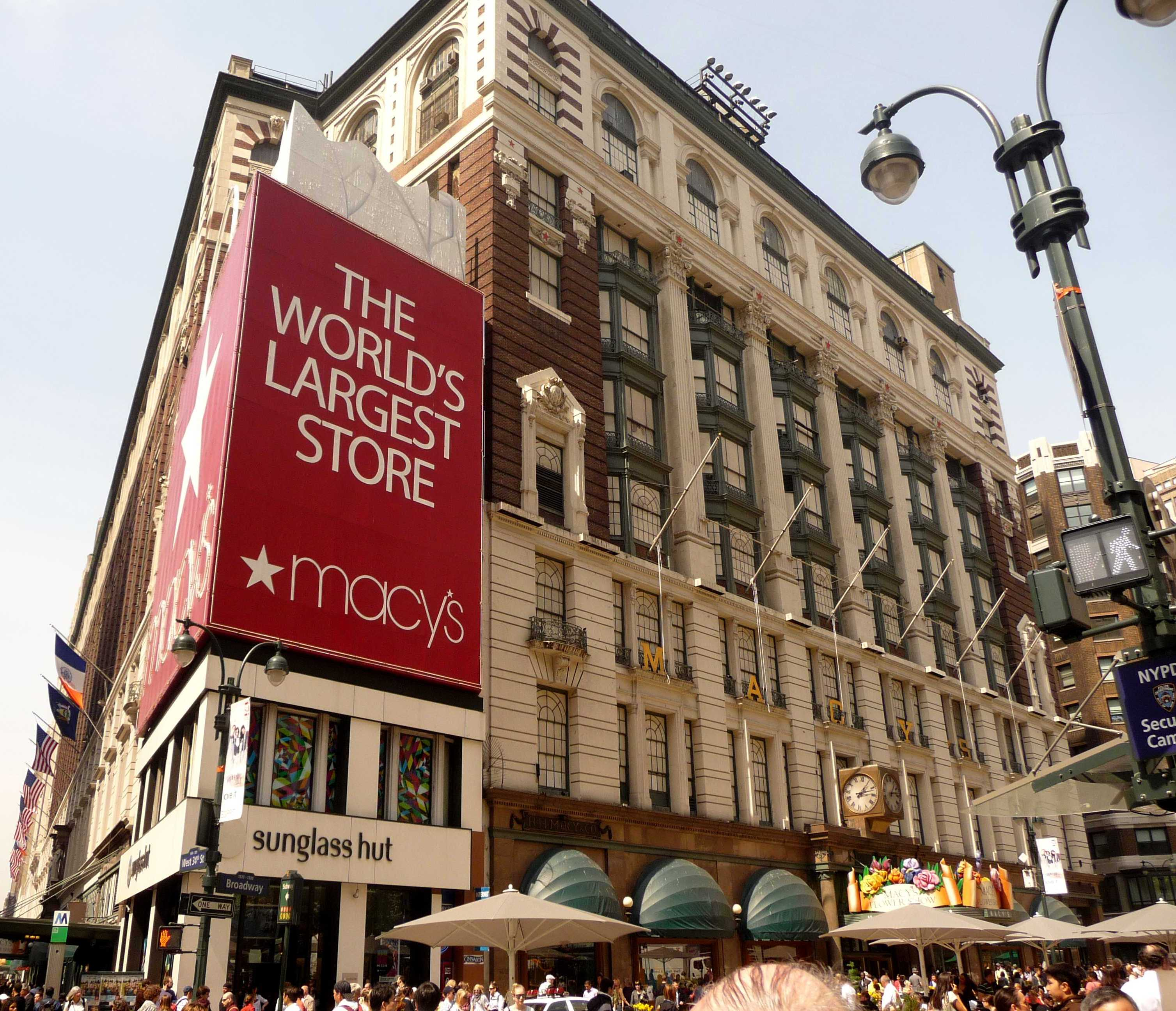
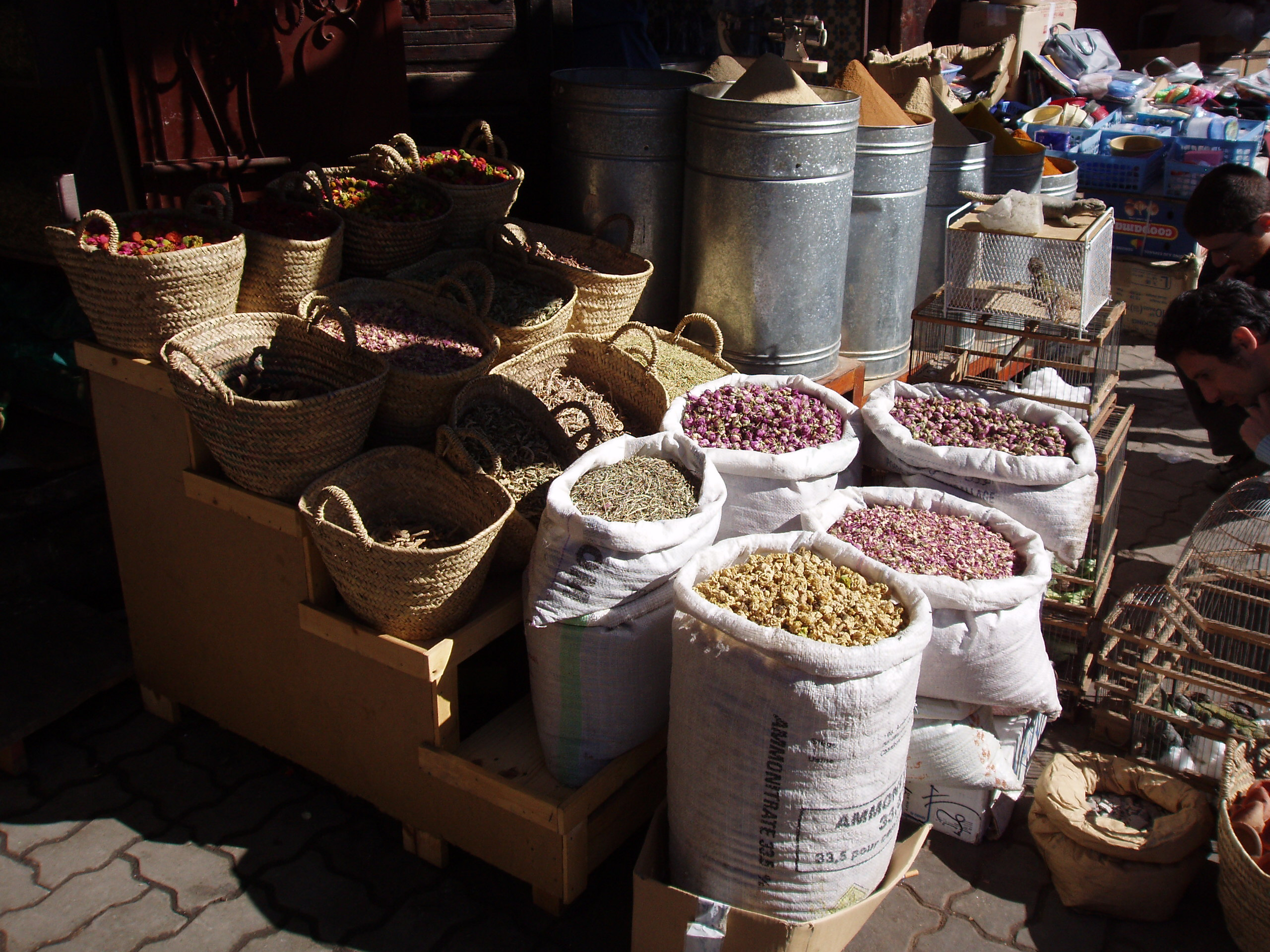
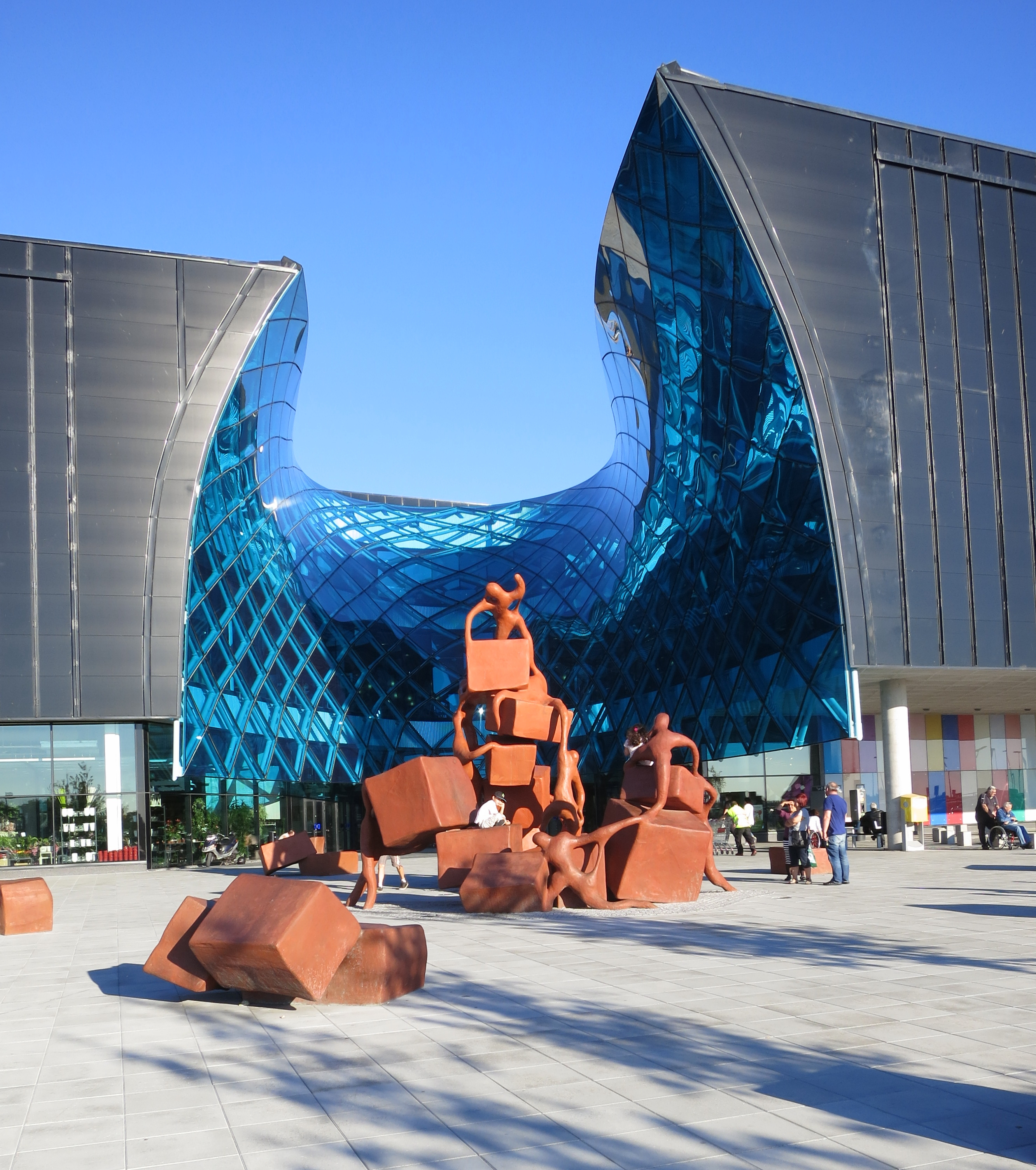
مركز تسوق إمبوريا السويدي